# Yves Lampaert
Yves Lampaert (Izegem, 10 april 1991) is een Belgisch wielrenner die sinds 2015 rijdt voor de vanaf 2022 geheten Soudal Quick-Step. Hij is de neef van voormalig wielrenner Stijn Neirynck. Op 24 juni 2018 werd hij Belgisch Kampioen in Binche. Op 6 november 2018 kreeg hij door de krant Het Nieuwsblad de Flandrien-Trofee.
Yves is afkomstig van het landelijke Ingelmunster. Hij groeide op op de ouderlijke boerderij, de Klippelhoeve, een akkerbouw- en teeltbedrijf van vollegrondsgroenten: aardappelen, suikerbieten, vlas, prei, bloemkolen, courgettes. 

## Carrière

### Jeugd
Toen hij 6 jaar was startte Yves met het beoefenen van judo. Hij behaalde zwarte gordel en werd Belgisch kampioen bij de kadetten. In 2007 merkte hij echter dat de absolute judo-top niet voor hem weggelegd zou zijn. Na een paar geslaagde duatlons en geïnspireerd door zijn neef legde hij zich toe op het wielrennen. In 2008 besliste hij definitief om het judo in te ruilen voor het wielrennen.

### Junior
Lampaert koerste niet bij de aspiranten noch bij de nieuwelingen, maar startte als junior bij wielerclub de Tieltse Renners, met Wesley Van Speybroeck (ex-prof) als ploegleider. Zijn eerste officiële koers reed Yves in de winter van 2008 op een tweedehands fiets die meer dan tien kilo woog. Hij reed die 90 kilometer uit, een mooi resultaat. In eigen regio eindigde hij in zijn eerste jaar driemaal op het podium. 
Als tweedejaarsjunior behaalde hij op 24 augustus 2009 zijn allereerste overwinning in Lendelede, voor de Britten Peter Dibben en Perry Bowater, en Jochen Deweer. Hij werd 20ste op het Belgisch Kampioenschap wielrennen op de weg voor juniors.

### Belofte

#### 2010-2011: Soenens-Jartazi-Construkt Glas
Yves was een gemakkelijke jongen om mee om te gaan. Hij had nooit klachten over het materiaal of de uitrusting en dat rendeerde. In de Memorial Danny Jonckheere in Oudenburg veerde hij een eerste keer echt op: tweede na de snellere Nicolas Vereecken.  In 2010 en 2011 had Lampaert al Parijs-Roubaix Beloften gereden. Hij werd respectievelijk 44ste en 30ste.
In 2011 haalde Yves een rits fraaie ereplaatsen in de betere koersen. In Heule voerde de Ingelmunsternaar zelfs een hoogstandje op: na een val in de laatste kilometers keerde hij nog terug in de kopgroep om finaal zelfs te winnen. Door zijn ereplaatsen tijdens interclubs en kampioenschappen kon Yves de overstap maken naar een opleidingsploeg, het EFC-Quick.Step van Michel Pollentier en Wim Feys.

#### 2012  EFC–Omega Pharma–Quick-Step
Eind 2011 maakte hij de overstap van Soenens naar EFC-Omega Pharma-Quick-Step. In 2012 zet hij meerdere fraaie resultaten neer. Hij wint onder meer een rit in de Tweedaagse van de Gaverstreek, de Essor Breton (Frankrijk) en werd tweede tijdens Parijs-Roubaix. Tijdens het Belgisch kampioenschap tijdrijden voor beloften op 15 augustus 2012 is hij 37 seconden sneller dan Frederik Frison, die tweede wordt. Hij won op een traject van 27,6 kilometer dat langs Les Lacs de L’eau d’Heure (Wallonië) liep. Yves maakte deel uit van de Belgische selectie voor het Wereldkampioenschap tijdrijden dat op 17 september verreden werd in Valkenburg. Hij werd er 16de.
Eind 2012 werd duidelijk dat Yves klaar was om de overstap te maken naar een profploeg. Het voorstel van Patrick Lefevere was dat Lampaert zich eerst twee jaar verder kon ontwikkelen bij Topsport Vlaanderen om nadien over te stappen naar de Quick-Step-ploeg.

### Prof

#### 2013-2014: Topsport Vlaanderen
De resultaten van Yves volstonden om vanaf eind 2012 door het duo Hans De Clercq–Walter Planckaert van Topsport Vlaanderen-Baloise een contract aangeboden te krijgen. Hij maakte er op 6 november 2012 zijn profdebuut.  Lampaert kreeg de garantie om rustig te kunnen groeien. Daarnaast reed zijn neef, Stijn Neirynck, ook voor deze ploeg. 
Op 22 augustus 2014 boekte Yves Lampaert als tweede jaar prof zijn eerste profzege. In de kleuren van Topsport Vlaanderen schreef hij toen de Arnhem-Veenendaal Classic op zijn naam. Op vijf kilometer van de meet sprong Yves weg uit een kopgroep van twaalf en reed hij solo naar de winst. Aan de meet hield hij nog tien seconden over op het Nederlandse duo Michael Vingerling en Jos van Emden. Ploegmaat Tom Van Asbroeck, werd uiteindelijk vierde.  “Die eerste zege zorgde voor een heel euforisch gevoel. Ik had die dag nochtans geen supergevoel en had daarom ook niet verwacht dat ik een koers zou winnen. Op dat moment voelde die zege dan ook een beetje als een once in a lifetime experience. Ook omdat ik op dat moment al getekend had bij Quick-Step en ik daar toch terecht zou komen in een ploeg met heel wat grote namen.”, gaf hij als commentaar.

#### 2015-...: Quick-Step

##### 2015-2016: Etixx-Quick-Step
In 2015 stapte hij, initieel voor 2 seizoenen, over van Topsport Vlaanderen-Baloise naar Etixx–Quick-Step. Op 7 maart 2015 wint hij de eerste etappe in de Ronde van West-Vlaanderen en wordt hij klassementsleider. Deze positie behoudt hij ook na de tweede en laatste etappe van de rittenwedstrijd. Hij haalde het uiteindelijk met 8 seconden voorsprong op de Rus Anton Vorobjov. Daarnaast eindigt hij ook als leider van het puntenklassement, het jongerenklassement en het West-Vlamingenklassement. Deze resultaten versterkten het vertrouwen van Quick-Step in de kwaliteiten van de West-Vlaming.
Op 12 april 2015 nam Yves deel aan Parijs-Roubaix, waarin hij 7de werd.
Op 9 oktober 2016 beleeft Yves Lampaert in Doha een ‘hoogtepunt uit zijn carrière’. Hij was een van de zes renners die met Etixx-Quick Step de wereldtitel veroverde in de ploegentijdrit.  Hiervoor had Yves zich, samen met de Quick-Step-ploeg, een intensief voorbereid, onder andere op het vliegveld in Ursel. Er werd onder meer geoefend op de aflossingsbeurten en het aansnijden van de bochten. De tijdritploeg bestond, naast Yves Lampaert, uit: Bob Jungels, Marcel Kittel, Tony Martin, Niki Terpstra en Julien Vermote. Etixx – Quick-Step klokte onderweg de snelste tussentijden en zette het uurwerk stil na 42 minuten en 32 seconden. Goed voor een gemiddelde van 56,426 km/u.

##### 2017-2018: Quick-Step Floors
Op 22 maart 2017 is Yves Lampaert de sterkste in Dwars door Vlaanderen. Er lag één extra kasseistrook in de finale en daar viel hij aan in de kopgroep om naar de zege te soleren. Lampaert hield vol en zegevierde solo in Waregem. Zijn ploeggenoot Philippe Gilbert wordt tweede, terwijl Dylan Groenewegen de pelotonsprint wint en zo als vijfde finisht. 
Op 22 juni 2017 werd Lampaert de nieuwe Belgische kampioen tijdrijden. De twee voorgaande edities moest Yves Lampaert vrede nemen met het zilver. In Chimay kroonde de 26-jarige West-Vlaming van Quick-Step Floors zich voor het eerst tot Belgisch kampioen tijdrijden. Over 37,8 kilometer was hij zeventien seconden sneller dan titelverdediger Victor Campenaerts. Ben Hermans mocht als derde mee op het podium.
Op 20 augustus 2017 wint Yves Lampaert de 2de etappe van de Vuelta, Nîmes (Frankrijk) – Gruissan (Frankrijk). De West-Vlaming van Quick-Step-Floors haalde het met een late uitval net voor zijn ploegmaat Matteo Trentin, voor wie hij volop in dienst had gereden en nam zo ook de rode leiderstrui over van BMC-renner Rohan Dennis. 
Op 28 maart 2018 heeft Yves Lampaert (Quick-Step Floors) een doorregende editie van Dwars door Vlaanderen voor de tweede maal gewonnen. Hij bleek de sterkste van een groep van vijf die net voor het Vossenhol in Tiegem de rest van de favorieten achter zich lieten. In een zware wedstrijd gingen heel veel renners onderuit, onder meer regerend Belgisch kampioen Oliver Naesen en Elia Viviani gaven op.
Tijdens het Belgisch Kampioenschap wielrennen op de weg in Binche kwam Lampaert als eerste over de eindstreep. De wedstrijd werd verreden op 24 juni 2018. Philippe Gilbert eindigde als tweede, voor Jasper Stuyven. Quick-Step domineerde het BK. Honderd kilometer voor de streep pakte een groep van zeventien een voorsprong van twee minuten.  De grootste namen vooraan waren Victor Campenaerts (Lotto Soudal), Jasper De Buyst (Lotto Soudal), Dries Devenyns (Quick-Step Floors), Yves Lampaert (Quick-Step Floors), Nathan Van Hooydonck (BMC) en Louis Vervaeke (Sunweb). Vijftig kilometer voor de meet was het gat nog maar een halve minuut en bleven zes renners over aan kop: Campenaerts, De Buyst, Lampaert, Van Hooydonck, De Gendt en Backaert. Serge Pauwels en Edward Theuns gingen in de achtervolging, evenals Philippe Gilbert. De Waalse thuisrijder trok twee rondes voor het einde ten aanval en kwam bij de kopgroep. Een viertal met Tiesj Benoot, Pieter Serry, Jasper Stuyven en Sep Vanmarcke sloot ruim 25 kilometer voor de meet aan bij de voorsten. Op 3,5 kilometer van de streep wist Lampaert te weg te sluipen en soleerde hij naar de overwinning.
In september 2018 reed Yves met zijn ploeg het WK ploegentijdrit in Innsbruck samen met de ploegmaats Niki Terpstra, Maximilian Schachmann, Kasper Asgreen en Bob Jungels.  Quick.Step kroonde zich voor vierde keer tot wereldkampioen in deze ploegentijdrit. 
Op 6 november 2018 kreeg hij door de krant Het Nieuwsblad de Flandrien van het jaar –Trofee op basis van zijn overwinningen in onder meer Dwars door Vlaanderen en het Belgisch Kampioenschap wielrennen. 

##### 2019-2021:Deceuninck-Quick-Step
In 2019 kwam Lampaert als derde over de meet in Parijs-Roubaix. Hij werd 5de in 2021. 
Op 16 juni 2021 is Yves Lampaert voor de tweede maal Belgisch kampioen tijdrijden geworden.  In zijn thuishaven Ingelmunster klopte hij topfavoriet en huidig ploeggenoot Remco Evenepoel en zorgde zo voor feest in het dorp. Yves Lampaert (Deceuninck-Quick Step) werd de opvolger van Wout van Aert als Belgisch kampioen tijdrijden.

##### 2022: Quick-Step-Alpha Vinyl
Op 17 april 2022 neemt Yves deel aan Parijs-Roubaix.  Hij leek op weg naar een podiumplaats in, maar kwam stevig ten val na een botsing met een onvoorzichtige fan in de slotkilometers. Uiteindelijk kwam hij als 10e over de streep.  
Op 1 juli 2022 wint Yves Lampaert de proloog van de Ronde van Frankrijk in Kopenhagen. Zijn overwinning in de tijdrit levert hem de gele trui op. Voorafgaand werden onder meer Filippo Ganna, Wout van Aert en Stefan Küng getipt als favorieten. Lampaert komt met 5" voorsprong op Wout Van Aert en 7" seconden voor Tadej Pogacar over de meet. Na afloop was hij tijdens het interview zeer geëmotioneerd en sprak hij de woorden "I'm just a farmer's son from Belgium" uit. Na de Ronde van Frankrijk nam heel deel aan enkele Natourcriteria en won hij de individuele tijdrit tijdens het Natourcriterium in Roeselare. 
Zijn prestaties in onder meer de Ronde van België en Ronde van Frankrijk zorgen ervoor dat het contract van Yves Lampaert bij ‘de Wolfpack’ verlengd werd met 3 jaar (tot 2025).

##### 2023-2025: Soudal-Quick-Step
Hoewel Yves Lampaert in 2023 geen wedstrijden won, behaalde hij wel enkele noemenswaardige resultaten: 3e plaats in de Renewi Tour, 4e plaats in de Baloise Belgium Tour, 4e plaats in het bergklassement van de Ronde van Hongarije en 3e plaats in de Classic Brugge – De Panne. 
In 2024 werd hij onder andere winnaar van de eerste etappe in de Ronde van Zwitserland, een individuele tijdrit en werd hij 2e in Gullegem Koerse. 

### Privéleven
In 2023 is Yves gehuwd met zijn 2 jaar jongere vriendin Astrid Demeulemeester die hij 8 jaar eerder leerde kennen. Ze wonen al enige tijd samen in Hulste. Hun eerste zoon werd geboren in augustus 2021. Hij was net gestart in de Ronde van Denemarken, maar keerde na de eerste etappe in allerijl terug naar huis. “Ik heb me gehaast, maar uiteindelijk was ik toch een dikke 7 uur te laat", vertelde hij aan Radio 2 West-Vlaanderen. In mei 2025 kreeg het gezin een tweede zoon. 

## Overwinningen

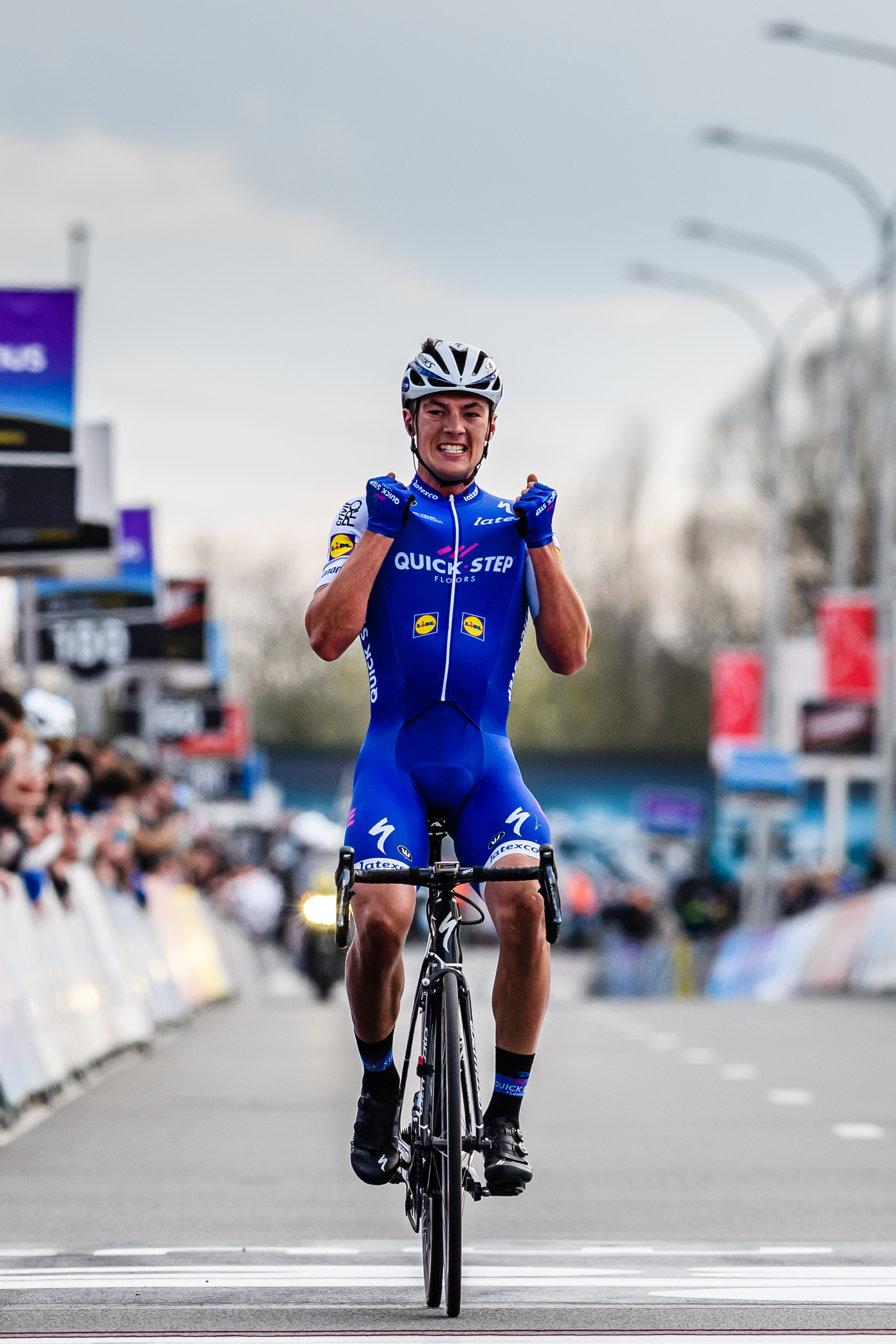
Lampaert als winnaar bij de finish van Dwars door Vlaanderen 2017.

2012 - 1 zege
 Belgisch kampioen tijdrijden, Beloften
2013 - 1 zege
Grote Prijs Stad Geel
2014 - 3 zeges
Strijdlustklassement Ronde van België
Arnhem-Veenendaal Classic
Izegem Koers
Sluitingsprijs Zwevezele
2015 - 2 zeges
1e etappe Driedaagse van West-Vlaanderen
Eind-, punten- en jongerenklassement Driedaagse van West-Vlaanderen
Jongerenklassement Ster ZLM Toer
2016 - 1 zege
 Wereldkampioen ploegentijdrit
2017 - 4 zeges
Dwars door Vlaanderen
Gullegem Koerse
 Belgisch kampioen tijdrijden, Elite
2e etappe Ronde van Spanje
2018 - 3 zeges
Dwars door Vlaanderen
 Belgisch kampioen op de weg, Elite
 Wereldkampioen ploegentijdrit
2019 - 5 zeges
Izegem Koers
Gullegem Koerse
8e etappe (ITT) Ronde van Zwitserland
Kortrijk Koerse
Eindklassement Ronde van Slowakije
2020 - 1 zege
Driedaagse Brugge-De Panne
2021 - 2 zeges
 Belgisch kampioen tijdrijden, Elite
7e etappe Ronde van Groot-Brittannië
2022 - 4 zeges
3e etappe (ITT) Ronde van België
1e etappe (ITT) Ronde van Frankrijk
Natourcriterium Roeselare
Natourcriterium Dôle
2024 - 1 zege
1e etappe (ITT) Ronde van Zwitserland
Totaal: 28 zeges (waarvan 16 individuele UCI-zeges)

## Resultaten in voornaamste wedstrijden
| Jaar | Ronde van Italië | Ronde van Frankrijk | Ronde van Spanje |
| ---- | ---------------- | ------------------- | ---------------- |
| 2013 |                  |                     |                  |
| 2014 |                  |                     |                  |
| 2015 |                  |                     |                  |
| 2016 |                  |                     | 113e             |
| 2017 |                  |                     | 136e (1)         |
| 2018 |                  | 80e                 |                  |
| 2019 |                  | 133e                |                  |
| 2020 |                  |                     |                  |
| 2021 |                  |                     |                  |
| 2022 |                  | 120e (1)            |                  |
| 2023 |                  | 104e                |                  |
| 2024 |                  | 125e                |                  |
| 2025 |                  |                     |                  |

| Jaar | Milaan-San Remo | Gent-Wevelgem | Ronde van Vlaanderen | Parijs-Roubaix | Dwars door Vlaanderen | Parijs-Tours | Omloop Het Nieuwsblad |  | WK op de weg |  | Wereldranglijsten |
| ---- | --------------- | ------------- | -------------------- | -------------- | --------------------- | ------------ | --------------------- |  | ------------ |  | ----------------- |
| 2013 |                 |               |                      |                | 37e                   |              |                       |  |              |  |                   |
| 2014 |                 |               | opgave               | 108e           | 27e                   |              |                       |  |              |  |                   |
| 2015 |                 |               | 24e                  | 7e             | 17e                   | 6e           |                       |  |              |  | 99e (UWT)         |
| 2016 |                 |               |                      |                |                       |              |                       |  |              |  | 219e (UWT)        |
| 2017 |                 | 49e           | 36e                  | 82e            | ↑                     | 7e           | 97e                   |  |              |  | 83e (UWT)         |
| 2018 |                 | 20e           | 29e                  | 28e            | ↑                     | 73e          | 36e                   |  |              |  | 75e (UWT)         |
| 2019 | 66e             | 77e           | 17e                  | ↑              | 8e                    |              | 7e                    |  | 32e          |  | 43e (UWR)         |
| 2020 |                 | 7e            | 5e                   |                |                       |              | ↑                     |  |              |  | 21e (UWR)         |
| 2021 | 54e             | 14e           | 17e                  | 5e             | 4e                    |              | 56e                   |  | 61e          |  |                   |
| 2022 |                 | 39e           | 30e                  | 10e            | 27e                   |              | 72e                   |  | 48e          |  |                   |
| 2023 | 20e             | 67e           | 41e                  | 24e            |                       |              | 71e                   |  | 44e          |  |                   |
| 2024 |                 | 56e           | 18e                  | 36e            | 131e                  |              | 21e                   |  |              |  |                   |
| 2025 |                 | 51e           | 38e                  | 28e            | 19e                   |              | 51e                   |  |              |  |                   |

## Ploegen
- 2013 –  Topsport Vlaanderen-Baloise
- 2014 –  Topsport Vlaanderen-Baloise
- 2015 –  Etixx-Quick Step
- 2016 –  Etixx-Quick Step
- 2017 –  Quick-Step Floors
- 2018 –  Quick-Step Floors
- 2019 –  Deceuninck–Quick-Step
- 2020 –  Deceuninck–Quick-Step
- 2021 –  Deceuninck–Quick-Step
- 2022 –  Quick Step-Alpha Vinyl
- 2023 –  Soudal-Quick Step
- 2024 –  Soudal-Quick Step
- 2025 –  Soudal Quick-Step

Armée · Cornu · De Buyst · De Jonghe · De Ketele · De Vreese · Declercq · Helven · Jacobs · Lampaert · Lietaer · Mertens · Neirynck · Salomein · Sprengers · Van Asbroeck · Van Hecke · Van Hoecke · Van Staeyen · Vanbilsen · Vandousselaere · Vanoverberghe · Vanspeybrouck · Waeytens · Wallays
Campenaerts · De Pauw · De Buyst · De Jonghe · De Ketele · Declercq · Helven · Jacobs · Lampaert · Lietaer · Rickaert · Salomein · Sprengers · Steels · Theuns · Van Asbroeck · Van Hecke · Van Hoecke · Vanoverberghe · Van Staeyen · Vanbilsen · Vanspeybrouck · Vergaerde · Waeytens ·  Wallays
Alaphilippe · Boonen · Bouet · Brambilla · Cavendish · de la Cruz · Gołaś · Keisse · Kwiatkowski  · Lampaert · Maes · Martin · Meersman · Renshaw · Sabatini · Serry · Štybar · Terpstra · Trentin · Urán · Vakoč · Vandenbergh · Van Keirsbulck · M. Velits · Vermote · Verona · Wisniowski · Contreras (stagiair) · Gaviria (stagiair)
Alaphilippe · Boonen · Bouet · Brambilla · Contreras · de la Cruz · De Plus · Gaviria · Jungels · Keisse · Kittel · Lampaert · Maes · D. Martin · T. Martin   · Martinelli · Meersman · Richeze · Sabatini · Serry · Štybar · Terpstra · Trentin · Vakoč · Vandenbergh · Van Keirsbulck · Velits · Vermote · Verona · Wiśniowski · Costa (stagiair) · García (stagiair) · Sisr (stagiair)
Alaphilippe · Bauer · Boonen (tot 09/04) · Brambilla · Capecchi · Cavagna · de la Cruz · De Plus · Declercq · Devenyns · Gaviria · Gilbert · Jungels · Keisse · Kittel · Lampaert · Martin · Martinelli · Mas · Richeze · Sabatini · Schachmann · Serry · Štybar · Terpstra · Trentin · Vakoč · Velits · Vermote · Hodeg (stagiair) · Kasperkiewicz (stagiair)
Alaphilippe · Asgreen · Capecchi · Cavagna · De Plus · Declercq · Devenyns · Gaviria · Gilbert · Hodeg · Jakobsen · Jungels · Keisse · Knox · Lampaert · Martinelli · Mas · Mørkøv · Narváez · Richeze · Sabatini · Schachmann  · Sénéchal · Serry · Štybar · Terpstra · Vakoč · Viviani
Alaphilippe · Asgreen · Capecchi · Cavagna · Declercq · Devenyns · Evenepoel   · Gilbert · Hodeg · Honoré · Jakobsen · Jungels · Keisse · Knox · Lampaert · Martinelli · Mas · Mørkøv · Richeze · Sabatini · Sénéchal · Serry · Štybar · Vakoč · Viviani 
Alaphilippe  · Almeida · Archbold · Asgreen · Bagioli · Ballerini · Bennett · Cattaneo · Cavagna · Declercq · Devenyns · Evenepoel   · Garrison · Hodeg · Honoré · Jakobsen · Jungels · Keisse · Knox · Lampaert · Masnada · Mørkøv · Sénéchal · Serry · Steels · Steimle · Štybar · Van Lerberghe · Quinn (stagiair) · Vansevenant (stagiair)
Alaphilippe  · Almeida · Archbold · Asgreen · Bagioli · Ballerini · Bennett · Cattaneo · Cavagna · Cavendish · Černý · Declercq · Devenyns · Evenepoel · Garrison · Hodeg · Honoré · Jakobsen · Keisse · Knox · Lampaert · Masnada · Mørkøv · Sénéchal · Serry · Steels · Steimle · Štybar · Van Lerberghe · Vansevenant · Osborne (stagiair) · Van Tricht (stagiair)
Alaphilippe  · Asgreen · Bagioli · Ballerini · Cattaneo · Cavagna · Cavendish · Černý · Declercq · Devenyns · Evenepoel  · Honoré · Jakobsen  · Keisse · Knox · Lampaert · Masnada · Mørkøv · Schmid · Sénéchal · Serry · Steels · Steimle · Štybar · Svrček (vanaf 1/7) · Van Lerberghe · Van Tricht · Van Wilder · Vansevenant · Vernon · Vervaeke · Raccani (stagiair)
Alaphilippe · Asgreen · Bagioli · Ballerini · Cattaneo · Cavagna · Černý · Declercq · Devenyns · Evenepoel    · Hirt · Jakobsen  · Knox · Lampaert · Masnada · Merlier · Mørkøv · Pedersen · Schmid · Sénéchal · Serry · Steimle · Svrček · Van Lerberghe · Van Tricht · Van Wilder · Vansevenant · Vernon · Vervaeke
Alaphilippe · Asgreen · Bastiaens · Cattaneo · Černý · Evenepoel      · Gelders · Hirt · Huby · Knox · Lampaert · Lamperti · Landa · Lecerf · Magnier · Masnada · Merlier · Moscon · Pedersen · Reinderink · Serry · Svrček · Van Lerberghe · Van Wilder · Vangheluwe · Vansevenant · Vervaeke · Warlop